# Буджуга-хан
Буджуга-хан (умер в 1526) — пятый узбекский правитель из династии шибанидов в Хорезмском государстве, правивший в 1522 — 1526 годах.

## Приход к власти
Буджуга-хан был сыном Аминек-хана и потомком узбекского хана Йадгар-хана. Он пришёл к власти в Хорезме после смерти своего брата Суфиян-хана в 1522 году. Правил он до 1526 года. Во время своего правления он достиг успехов в борьбе с сефевидским  шахом Тахмасп I, который просил узбеков о мире. Так как у Буджуга-хана не было дочерей, он выдал замуж за Тахмаспа I дочь своего брата Суфиян-хана — Аишу-бегим.

## Смерть
После его смерти в 1526 году к власти в Хорезме пришёл Аванеш-хан.